# Stephanie Riche
Stephanie Riche (...) è una sciatrice alpina francese paralimpica, vincitrice di due medaglie di bronzo ai Giochi paralimpici invernali del 1994 a Lillehammer.

## Carriera
Riche ha gareggiato alle Paralimpiadi invernali del 1994 a Lillehammer, in Norvegia, vincendo due medaglie di bronzo nello slalom gigante (terza con un tempo di 3:27.20, dietro a Gerda Pamler, oro in 3:12.39, e Vreni Stoeckli, argento in 3:25.64) e nel supergigante (tempo realizzato 1:37.99, al 1º posto Sarah Will in 1:26.67, al 2º posto Gerda Pamler in 1:28.24). Entrambe le gare si sono svolte nella categoria LWX-XII.
Non ha invece centrato il podio nella discesa libera, arrivando quarta e nello slalom speciale, dove non ha ottenuto risultati soddisfacenti.

## Palmarès

### Paralimpiadi
- 2 medaglie:
  - 2 bronzi (slalom gigante LWX-XII e superG LWX-XII a Lillehammer 1994)